# 潮霉素B
潮霉素B（英語：Hygromycin B）是一种由吸水链霉菌（Streptomyces hygroscopicus）产生的抗生素，是氨基糖苷类抗生素之一，为微黄褐色粉末。潮霉素B可通过抑制细菌、真菌和一些高等真核生物细胞内的蛋白质生物合成来杀死这些生物。潮霉素B可溶于甲醇、乙醇和水，但在乙醚、氯仿或苯中都几乎不溶。

## 历史
潮霉素B在1950年被发现，当时用作动物用药。而现在它仍然作为驱虫抗虫药被加入鸡和猪的饲料中。用于产生潮霉素的吸水链霉菌在1953年被首次从土壤中分离并获得纯培养。潮霉素B相关的抗性基因发现于20世纪80年代早期。

## 作用机理
潮霉素B与大多数氨基糖苷类抗生素一样，通过抑制蛋白质的合成来阻止微生物生长。它可以稳定核糖体大亚基上的tRNA结合位点，导致空载tRNA不能脱离核糖体，抑制了翻译的继续进行，潮霉素的抑制作用对于原核细胞与真核细胞的核糖体都是有效的。

## 在研究中的用途

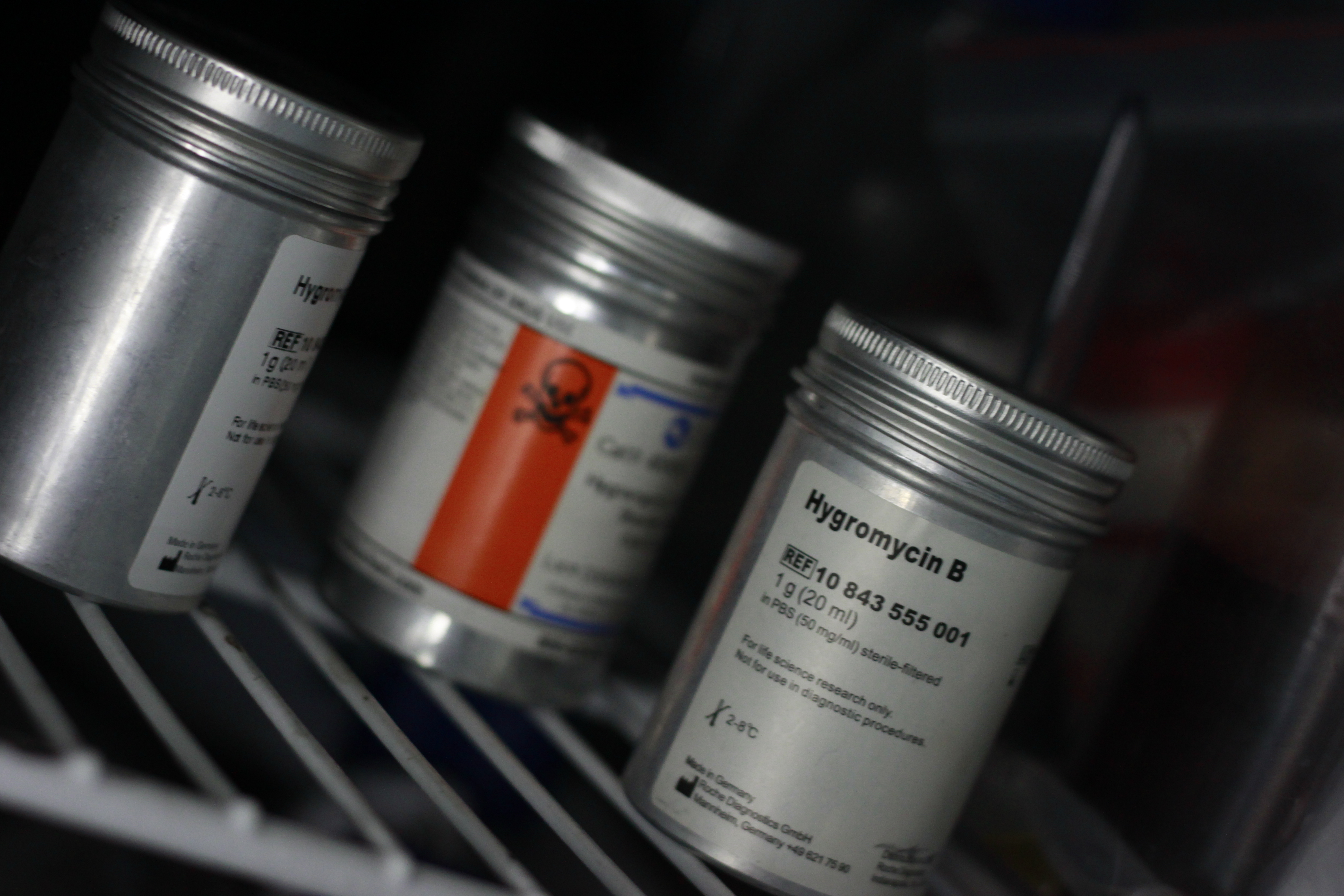
实验室中使用的瓶装潮霉素B

在实验室中，潮霉素B被用于选择和保持拥有潮霉素抗性基因的原核和真核细胞。潮霉素抗性基因编码一个激酶（潮霉素激酶），它通过磷酸化潮霉素B使其失活。自从潮霉素的抗性基因被发现以来，潮霉素B就被用来作为转基因实验中的标准筛选方法。目前植物组织培养中常用潮霉素B进行筛选。